# 徐遐生
徐遐生（英語：Frank Hsia-San Shu，1943年6月2日—2023年4月22日）籍貫浙江永嘉，生于云南昆明，美國籍华人天文學家。
美國麻省理工學院及哈佛大學畢業後，曾任教於柏克萊加州大學天文系主任、美國天文學會會長、國立清華大學校長與校務諮詢委員、中央研究院院士、美國國家科學院院士、美國國家藝術與科學院院士、美國哲學學會院士。

## 簡歷
徐遐生生於雲南昆明，其父親為數學家徐賢修（於1970年至1975年出任清大校長），1948年隨家人遷往台灣台北市，在當地就讀一年小學後於1949年遷往美國。1961年就讀於美國麻省理工學院期間開始與當時訪問普林斯頓高等研究院的林家翹教授著手進行螺旋星系結構的相關研究，並提出著名的密度波理論（Density wave theory）。1963年拿到物理系學士學位。隨後在哈佛大學攻讀天文學，於1968年獲得博士學位。
他曾於1984至1988年間擔任加州大學柏克萊分校天文系系主任，也曾任教於美國紐約州立大學石溪分校(石溪大學)。1990年當選中央研究院數理科學組第18屆院士，推動天文及天文物理研究所之設立。1994年至1996年任美國天文學會主席。
2002年至2006年擔任國立清華大學校長一職，為劉炯朗之後第二位自美國聘任的清大校長。2006年返美擔任加州大學聖地牙哥分校特聘教授至今。2009年至2015年擔任中央研究院天文及天文物理研究所特聘研究員。

## 研究
- 密度波理論（與林家翹共同提出）

## 榮譽
- 小行星18238（1241 T-2）以其英文名字命名「18238 Frankshu」。此小行星由萊登天文台訪問研究員Ingrid van Houten-Groeneveld夫婦發現，他們保留了部分小行星命名權。
- 1977年美國天文學會海伦·B·华纳天文学奖
- 1996年美國天文學會布勞威爾獎
- 2000年美國天文學會丹尼·海因曼天体物理学奖
- 英國皇家天文學會外籍院士[5]。
- 2009年布魯斯獎[6]
- 2009年邵逸夫獎天文學獎[7]
- 曾入選《美國科學名人錄》

## 著作
- The Physical Universe, An Introduction to Astronomy, 1982, University Science Books, ISBN 978-0-935702-05-7
  - 中譯本：《物理學宇宙：天文學導論》（上下冊），李太楓、鄭興武、蕭耐園、黃崇源譯，2001，明文書局，上冊ISBN 978-9-577030-97-9，下冊ISBN 978-9-577030-98-6
- The Physics of Astrophysics Volume I: Radiation, 1991, University Science Books, ISBN 978-0-935702-64-4
- The Physics of Astrophysics Volume II: Gas Dynamics, 1992, University Science Books, ISBN 978-0-935702-65-1

## 延伸閱讀
- 《父子雙傑：清華傳承》，王仕琦，國立清華大學，2012年7月1日，ISBN 9789866116315。

## 外部連結
- . 中央研究院.   [2024-10-28]. （原始内容存档于2025-04-17）.
- . 中央研究院 天文及天文物理研究所.   [2024-10-28]. （原始内容存档于2024-09-13）.
- . 國立清華大學數位校史館.   [2024-10-28]. （原始内容存档于2022-07-08）.
- 清華大學徐遐生校長訪談  物理雙月刊（廿五卷六期）2003年12月 （页面存档备份，存于）

| 前任： 劉炯朗 | 國立清華大學校長 2002年—2006年 | 繼任： 陳文村 |